# ケネス・ウット
ケネス・ウット（Kenneth Utt, 1921年7月13日 - 1994年1月19日）は、アメリカ合衆国の映画プロデューサー、ユニット・プロダクション・マネージャーである。『羊たちの沈黙』（1991年）のプロデュースによりアカデミー作品賞を受賞した。

## 私生活とキャリア
ノースカロライナ州ウィンストン・セーラムで生まれる。1942年にエロン大学を卒業する。またオペラ歌手になるためにジュリアード音楽院の奨学金を受けた。第二次世界大戦中は陸軍航空隊に所属した。帰国後は部隊とラジオ俳優となり、『回転木馬』などに出演した。
ウットはレナード・バーンスタインによる1950年のブロードウェイ劇『ピーター・パン』の製作に取りかかった。その後は映画のライン・プロデューサーとなり、『真夜中のカーボーイ』（1969年）、『フレンチ・コネクション』（1971年）、『重犯罪特捜班/ザ・セブン・アップス』（1973年）、『オール・ザット・ジャズ』（1979年）などに参加した。ジョナサン・デミ監督の『サムシング・ワイルド』（1986年）、『愛されちゃって、マフィア』（1988年）、『羊たちの沈黙』（1991年）、『フィラデルフィア』（1993年）ではプロデューサーとユニット・プロダクション・マネージャーを務めた。

## 死去
1994年1月19日に骨腫瘍によってマンハッタンのマウントサイナイ病院で亡くなった。

## フィルモグラフィ
- 真夜中のカーボーイ Midnight Cowboy (1969) アソシエイト・プロデューサー
- フレンチ・コネクション French Connection (1971) アソシエイト・プロデューサー
- 重犯罪特捜班/ザ・セブン・アップス The Seven-Ups (1973) 製作総指揮
- オール・ザット・ジャズ All That Jazz (1979) アソシエイト・プロデューサー
- スター80 Star 80 (1983) 製作
- サムシング・ワイルド Something Wild (1986) 製作
- 愛されちゃって、マフィア Married to the Mob (1988) 製作
- 羊たちの沈黙 The Silence of the Lambs (1991) 製作
- フィラデルフィア Philadelphia (1993) 製作総指揮